# Pachydermata
Los paquidermos (Pachydermata,  del griego παχύς pachys "grueso" y δέρμα derma "piel") son un antiguo orden de mamíferos placentarios, que agrupaba los elefantes (hoy orden proboscídeos), rinocerontes y tapires (hoy  clasificados en el orden de los perisodáctilos), jabalíes  e hipopótamos (hoy encuadrados en el orden de los artiodáctilos) y manatíes (hoy en el orden de los sirenios).
Los paquidermos, como su nombre indica, tienen en común la posesión de una piel muy gruesa y con poco pelo, además de un gran tamaño y elevado peso; características todas ellas fruto de la convergencia evolutiva.